# Gerald Scarfe
Gerald Scarfe (Londra, 1º giugno 1936) è un fumettista britannico, di grande fama nell'Inghilterra degli anni settanta.

## Biografia
Gerald Scarfe nacque a St John's Wood, a Londra, il 1º giugno 1936 da madre insegnante e padre dipendente in una banca. Sin dal primo anno di età sviluppò una forma cronica di asma, che lo costrinse in un letto d'ospedale per parecchio tempo. Per questa ragione passò buona parte della sua difficile infanzia a leggere, realizzare modelli in plastilina, ascoltare la radio, fare teatrini e, soprattutto, a disegnare. Proprio il disegno divenne il suo modo di comunicare le sue ansie e paure.
Il primo impiego relativo alla sua passione per il disegno fu nello studio di cartellonistica di suo zio, dove fu però messo da parte il suo modo "sporco" di disegnare. Presto però, questo modo di rappresentare gli oggetti in modo infedele per fini pubblicistici (disegnava cataloghi e pubblicità perciò rendeva gli oggetti più belli di quanto fossero realmente), lo portò a detestare questa falsa rappresentazione delle cose che andava contro i suoi istinti di artista, sempre alla ricerca della vera essenza delle cose che disegnava. Lasciò dunque lo studio per lavorare come artista freelance e cercò di farsi conoscere spendendo i suoi lavori a vari giornali tra cui "Punch Magazine" che dal 1962 gli concesse una doppia pagina su cui disegnare le proprie idee.
A poco a poco però si stancò di fare satira fine a se stessa e decise di cominciare ad esprimere la propria opinione con le sue vignette. Cambiò il suo modo di fare satira e anche il suo modo di rappresentare i suoi bersagli che diventarono sempre più ricchi di particolari anatomici che resero ancora più grottesche le sue caricature (a questo scopo comprò dei libri di anatomia umana per imparare a disegnare i particolari del corpo umano).
Cominciò a collaborare anche con la nota rivista satirica Private Eye, incoraggiato da Peter Cook e William Rushton, per cui iniziò a fare disegni politici e sociali. Sarà proprio questa collaborazione a rendere Scarfe famoso in Inghilterra, vista anche la crescente fama del giornale che praticava una satira piuttosto aggressiva per il tempo in cui egli vi scriveva (anni '60-'70).

### La collaborazione con i Pink Floyd

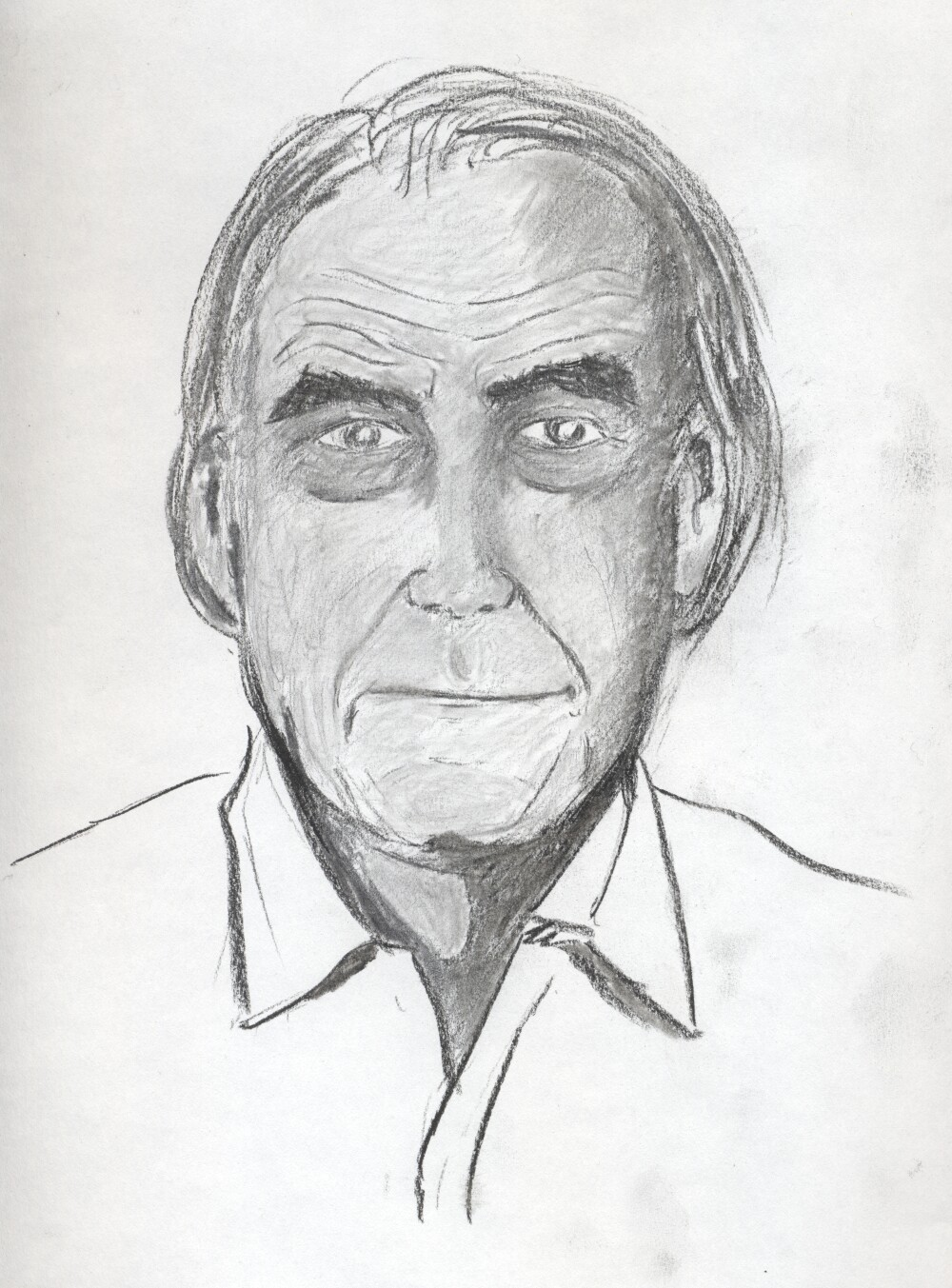
Gerald Scarfe

Nel 1971 Scarfe si trovava a Los Angeles, negli Stati Uniti d'America, dove stava lavorando ad un progetto animato per la BBC chiamato "Long Drawn-Out Trip". L'anno seguente, tale progetto, fu notato dai Pink Floyd che avevano bisogno di lavorare su alcuni aspetti grafici. Inizialmente Scarfe non era un fan del gruppo britannico, ma quando vide la loro esibizione a Finsbury Park nell'ambito del Dark Side of the Moon Tour cambiò completamente opinione su di essa. La caratteristica teatralità della band britannica lo folgorò e cominciò a pensare ad alcuni progetti su cui lavorare assieme. La scelta di coinvolgere Scarfe in The Wall fu del frontman Roger Waters. Sono infatti opera sua le illustrazioni presenti sull'album e nell'omonimo film diretto da Alan Parker e interpretato da Bob Geldof. Le animazioni di Scarfe venivano proiettate anche sull'enorme muro che veniva innalzato durante i concerti del celebre The Wall Tour (è da esse che Alan Parker prese spunto per il suddetto film).

## Vita privata
È sposato con l'attrice Jane Asher dal 1981, con la quale era fidanzato dal 1971. La coppia ha tre figli: Katie (nata nel 1974), Alexander (nato nel 1981) e Rory (nato nel 1984). Da una relazione precedente aveva avuto un figlio, Rupert, che viveva in Italia, dove è morto il 5 febbraio 2015.